# Irving G. Ries
Irving G. Ries (15 de janeiro de 1890 — 20 de agosto de 1963) foi um diretor de fotografia norte-americano. Trabalhou muitas vezes com Stan Laurel, quando ele era um diretor de fotografia. Assim como alguns curtas-metragens com Oliver Hardy.
Foi indicado a 29ª edição do Oscar, na categoria de "Melhor efeitos visuais" por seu trabalho no filme Forbidden Planet. Ele compartilhou sua indicação com A. Arnold Gillespie e Wesley C. Miller.